# Józefa Sabina Kawecka
Józefa Sabina Kawecka (imię zakonne: Franciszka; ur. 10 stycznia 1821 w Warszawie, zm. 4 lutego 1886 w Zagórowie) – organizatorka kobiet troszczących się o wystrój kościołów, współzałożycielka Zgromadzenia Sióstr Westiarek Jezusa

## Biografia
Pochodziła z zamożnej i wielodzietnej rodziny Józefa i Joanny Bielawskich. Wyszła za mąż za Aleksandra Kaweckiego – urzędnika; mając 33 lata została wdową. Wówczas na pewien czas oddała się modlitwie w domu  Zgromadzenia Sióstr św. Feliksa z Cantalice (felicjanek) w Warszawie. W 1860 jej rodzona siostra Gabriela (imię zakonne: Augustyna) wstąpiła do zgromadzenia felicjanek.
Józefa z powodu problemów ze zdrowiem wyjechała do Krynicy. W niedalekiej Muszynie poznała spowiednika, który pozwolił jej by zatroszczyła się o uporządkowanie zaniedbanego kościoła. Gdy powróciła do Warszawy, za pośrednictwem Gabrieli poznała ojca Honorata Koźmińskiego, kapucyna. 4 października 1864 została przyjęta do nowicjatu III Zakonu franciszkańskiego w Warszawie przy kościele Braci Mniejszych Kapucynów, przyjmując imię Franciszka. Uczestnicząc raz w miesiącu w spotkaniach z duchowym opiekunem zakonu usłyszała aby „tercjarki zajmowały się oporządzaniem biednych kościołów”. Tę zachętę przyjęła jako swoje życiowe powołanie.
W 1864 złożyła profesję tercjarską i za zgodą ojca Honorata Koźmieńskiego wyjechała do Galicji, gdzie jeździła od parafii do parafii pomagając w naprawie szat liturgicznych i  dbając o poprawę wystroju wnętrza świątyń. W tę pracę angażowały się również mieszkanki miejscowych parafii.
W 1877 powróciła do Warszawy i otworzyła własną pracownię szat liturgicznych, lecz niedługo potem wyjechała do Krakowa, gdzie organizowała kolejne pracownie.
W 1880 roku przyjechała do Warszawy zatrzymując się przez krótki czas u franciszkanek w „Przytulisku” przy ul. Wilczej 7, a następnie w 1881 wraz z dwiema towarzyszkami: Bronisławą Miśkiewicz i Katarzyną Tyszkiewicz pojechała do Przemyśla, gdzie przełożoną felicjanek była jej rodzona siostra Augustyna Bielawska. Pomagając felicjankom przy tworzeniu pracowni szat kościelnych otrzymała wstępną formację zakonną, tj. odbyła nowicjat i złożyła profesję.
12 listopada 1882 w dzień Opieki Matki Bożej ojciec Honorat Koźmiński wręczył Kaweckiej i jej kandydatkom: Bronisławie Miśkiewicz i Katarzynie Tyszkiewicz pierwsze przepisy dla ich zgromadzenia – Sióstr Westiarek Jezusa.
W 1884 na zaproszenie ks. Jana Trojanowskiego, proboszcza Zagórowa (obecnie archidiecezja gnieźnieńska), wraz z siostrami zorganizowała dom życia wspólnego, nowicjat, a także pracownię szat liturgicznych.
4 lutego 1886, wyczerpana wieloma wędrówkami, zmarła na zapalenie płuc i została pochowana na miejscowym cmentarzu w Zagórowie.